# Iguana Lovers
Iguana Lovers es un grupo musical de Buenos Aires, Argentina, formado en 1990 por Ariel Soriano (guitarra, voz y compositor), Ivan Mirabal (guitarra y compositor) y Javier Accossatto (bajo). En la actualidad se presentan además con Gabriel Diederle (percusión y programaciones).
Originalmente formaron parte del Movimiento Sónico de Buenos Aires y de la 1º generación de bandas Shoegaze dentro del contexto global. Su estilo está determinado por la experimentación sonora, melodías vocales sentimentales y etéreas, mezcladas con guitarras muy distorsionadas con sonidos creativos. 
Dentro del movimiento fue un grupo de "Art Punk Pop". Con el groove característico de las bandas de Madchester y la utilización del loop consiguieron un sonido propio que les permitió llevar su rock and roll de guitarras irreverentes a las pistas de baile.
Crearon un estilo distinto al de las bandas locales con las que fueron clasificados como parte de la denominada Movida Sónica que luego deviene en el Nuevo Rock Argentino.
Durante más de 20 años, con algunas interrupciones, han grabado 4 LPs y 9 EPs de manera independiente. También participaron de diversos recitales y festivales invitados por artistas como New Order, Ian Brown, Peter Hook, Mark Gardener y Loz Colbert (Ride), Inspiral Carpets, The Jesus and Mary Chain y junto a otros del underground y el mainstream local e internacional.

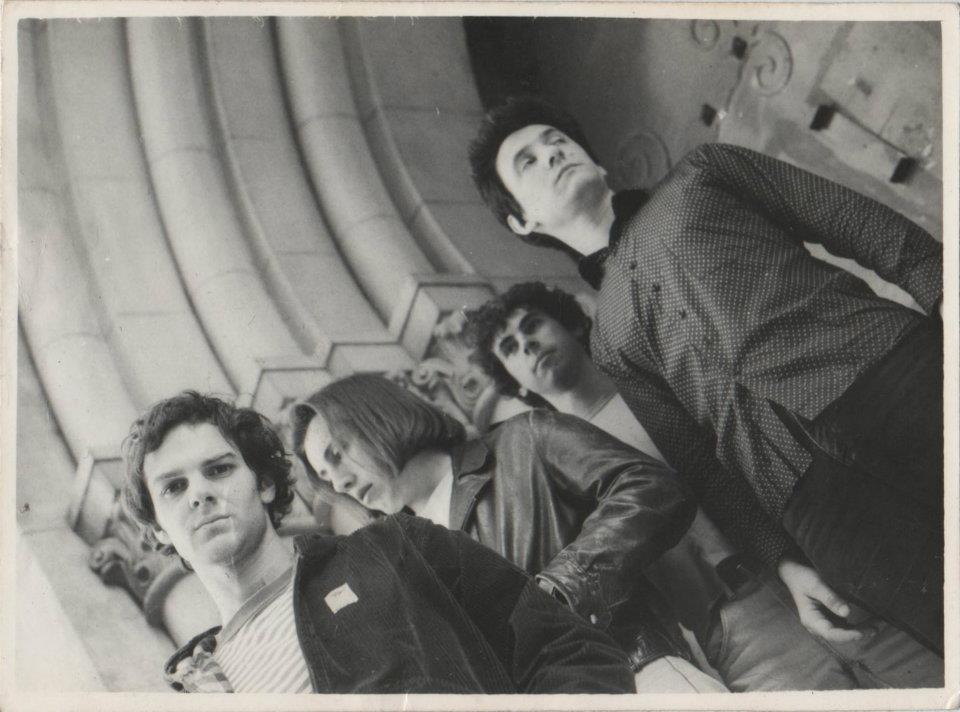
Primer foto de la banda Iguana Lovers, tomada en 1990https://commons.wikimedia.org/wiki/File:Iguana_Lovers_1990.jpg
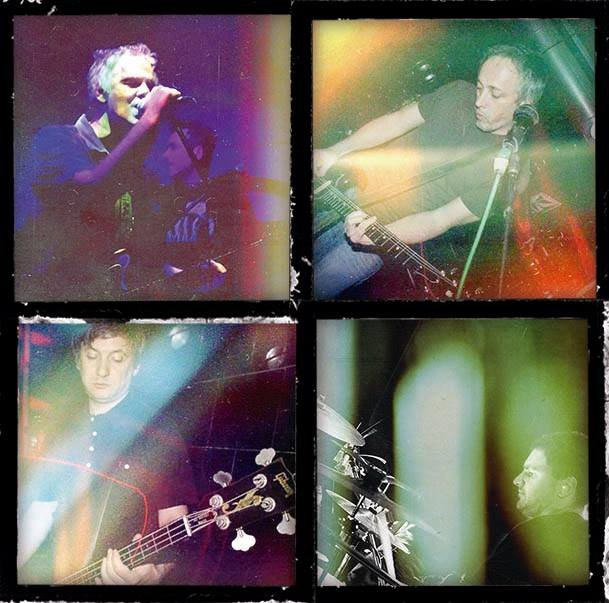
Fotos de los integrantes de Iguana Lovers, actualidadhttps://commons.wikimedia.org/wiki/File:Iguana_Lovers_2014.jpg

## Historia

### Comienzo
La historia de Iguana Lovers comienza en 1990 en San Antonio de Padua (Buenos Aires) cuando graban y lanzan Universo, su primer álbum debut, con una autoedición limitada en casete, grabado en un lavadero. Junto con grandes bandas y artistas de diversas disciplinas se las ingeniaron para crear un nuevo movimiento dentro de la música rock argentina, con un sonido "post punk" influenciado por bandas como The Jesus and Mary Chain, The Stone Roses, Sonic Youth y Ride. Giraron por todo el país y por Sudamérica, en los tempranos 90s fundaron el movimiento Sónico.
Con la incorporación del Dj Diego Cid en sampler en 1991 comienzan a tocar en diversas discotecas en la Ciudad de Buenos Aires, graban el EP Jungla, que sale en 1992 y lo presentan en Die Schule patrocinados por Omar Chabán. El grupo, que cada vez crecía más en convocatoria, cierra el año con un gran recital en el Centro Cultural Recoleta junto al dúo electrónico Unidad de Transmisión. Quedan posicionados como la banda nueva, independiente, más importante de la escena de Buenos Aires.

"Recuerdo cuando conocí a Ariel Soriano en 1987, un músico de pura cepa. Nos hicimos amigos en Madam Satan, un club bailable en la zona oeste de Buenos Aires, empezamos a vernos seguido para escuchar e intercambiar vinilos hasta que me invitó a formar parte de la banda cuando conseguí mi sampler Ensoniq eps 16 plus. En el 89 bocetamos las primeras canciones de Iguana Lovers que unos años después grabamos para el EP "Jungla". Ahí conocí lo que era una banda de rock por dentro. Me acuerdo de los ensayos, todos aportábamos algo, había tanta unión mental que ni siquiera nos mirábamos para tocar, eso me quedó grabado para toda la vida como aprendizaje de muchas cosas que tienen que ver con la música".
Dj Diego Cid

Comienzan 1993 con una gira memorable junto a Martes Menta por diversos balnearios de la Costa Atlántica Argentina. Después de grabar otro EP, Mar (1993), realizado de manera independiente y tras un intento fallido de producción artística de parte del grupo Babasónicos, firman contrato con la discográfica Tripoli Discos quienes lanzan el simple Mar, incluido en el compilado Rock en Blanco y Negro. Se comprometen a grabar un nuevo álbum durante 1994.
Con la irrupción del grunge y el brit pop, la escena shoegaze había comenzado a decaer y desde 1993 comienzan a ser asociados con el movimiento Nuevo Rock Argentino, denominado de esta manera por el exitoso festival de bandas nuevas que se realizó en tres ciudades diferentes de Buenos Aires por primera vez en septiembre del mismo año, en donde además de Iguana Lovers participaron Los Visitantes, Massacre, Pachuco Cadáver, El Lado Salvaje, El Otro Yo, Juana La Loca, Babasónicos y Martes Menta, entre otros. 
A mediados de 1994 entran a grabar su segundo LP, pero al no ponerse de acuerdo con los distintos productores proporcionados por la compañía discográfica, lo dejan sin terminar y realizan por su propia cuenta un EP con 6 canciones. El mismo, aún sin editar, contiene el tema Cruxificado, más tarde versionado por Televidentes y grabado en su LP A 45 de 11 (1997). 
Llegando al final de 1994, seguidamente de una masiva presentación en Cemento (discoteca) en conmemoración por el día del aniversario del nacimiento de Luca Prodan, deciden entrar en un impasse de manera muy poco amigable. Uno de los motivos del distanciamiento temporal fue que algunos integrantes estaban por cumplir 25 años y no se consideraban aptos para salir a tocar rock and roll en vivo a esa edad. Durante ese período Ariel Soriano forma la banda Televidentes, Iván Mirabal colabora con Menos que Cero y Javier Accossatto participa en Pop Dylan. 
En 1996 graban el tema Cotton Crown de Sonic Youth para el compilado Wave of Kool things (1997). Ariel Soriano por su parte también graba con Televidentes, My Friend Goo que aparece en el mismo compilado. Se juntan nuevamente en 1998, esta vez sin Ariel Soriano, para grabar Fascination Street de The Cure para el compilado Into The Sea of Cure (1999).

### Segundo Comienzo
Casi terminando el año 2000, Ivan Mirabal y Ariel Soriano se vuelven a encontrar en el primer concierto que da Sonic Youth en el Club Hípico de Buenos Aires y en donde Iván había participado como guitarrista en una de las bandas de apertura del recital llamada Menos que Cero. En ese encuentro deciden empezar a delinear lo que será el segundo comienzo de la banda. El mismo, luego de que hayan estado por algunos años grabando y experimentando con las nuevas tecnologías, se produce en vivo recién en octubre de 2005 en El Salón Dorado de La Casa de la Cultura (Buenos Aires). En ese espacio que era un templo Francmasón ubicado dentro del edificio La Prensa presentaron un nuevo EP, Iguana Lovers (2005), en el marco de una muestra de producción multimedia donde participaron artistas invitados por la banda como Daniel Melero, Diosque, Abducidos, Lost Look y Mic y Mouse. 
Siguieron con una gira por Sudamérica y continuaron tocando en vivo en diversos festivales y clubes de Argentina incluyendo aquellos recordados shows con New Order (2006), Ian Brown (2006) y con Peter Hook (2006), junto a Mark Gardener de Ride (2007), con Laurence Colbert de Ride como baterista en Iguana Lovers (2008), con Inspiral Carpets (2011) y con The Jesus and Mary Chain (2014), junto a quienes presentaron en vivo, en un concierto multitudinario, su flamante LP, Surfing Caos.

### 20º aniversario
El 20º aniversario de Iguana Lovers fue celebrado con una auténtica fiesta Madchester en Buenos Aires junto a sus amigos de Inspiral Carpets (2011).

"After soundcheck we watched The Iguana Lovers set up. They sounded brilliant their roots steeped in UK northern indie. Once they’d finished Clint declared them the most ‘Manchester’ people in the venue. Whose set was heavy with some really clever breaks and hooks. Martyn was as impressed with them as much as he was disappointed by Interpol the previous evening.".
Graham Lambert (Inspiral Carpets)

### Surfing Caos
El nuevo álbum de Iguana Lovers, Surfing Caos, fue mezclado y post producido por Mark Gardener de Ride en OX4Sound (Oxford, UK), en éste también participan Laurence Colbert de Ride en Batería, Martyn Walsh de Inspiral Carpets en bajo y el exvocalista de la banda de rock argentino, Los Pillos, Adrián Yanzón, como músicos invitados. El LP fue presentado en vivo junto a The Jesus and Mary Chain el 21 de mayo de 2014 en Buenos Aires.

"Iguana Lovers es el grupo de rock que mas me gusta de Argentina, me identifico con su sonido, lo capto muy dentro de mi corazón, es elegante y punk a la vez, es muy brit y también argentino. Puedo escuchar sus discos una y otra vez sin parar, es el tipo de banda que me hubiera gustado tener si fuera yo otro Adrián, es como mi doble, entonces significa la otra cara posible de lo que podría crear si me animara o pudiera ser como ellos".
Adrián Yanzón

"Colaborar con Iguana Lovers en Surfing Caos fue una forma muy interesante de trabajo, uno que había estado con ganas de intentar hacer, grabar un álbum a través de grandes distancias utilizando las nuevas tecnologías. Mark Gardener y yo elegimos el día para reservar el estudio en Oxford, luego fuimos. Toqué mis partes de batería sobre la música que habían estado trabajando en Buenos Aires… Simple pero ¡poderoso!

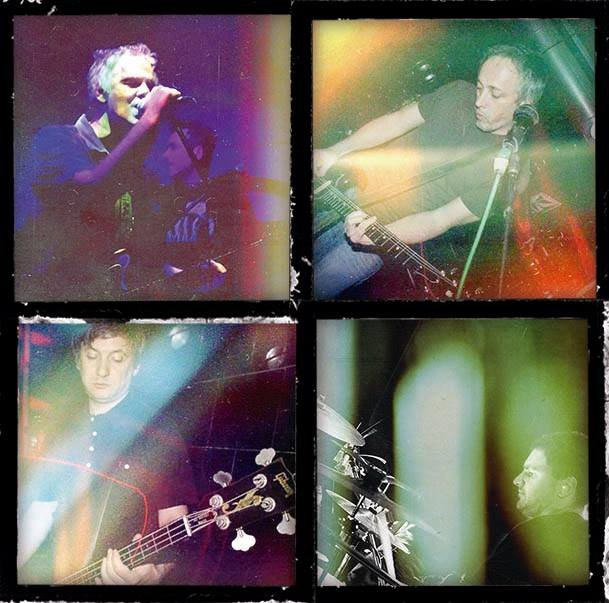
Iguana Lovers, Surfing Caos 2014

Creo que con el álbum han hecho un muy buen trabajo, el equilibrio de todas las colaboraciones que todavía mantiene la esencia de Iguana Lovers, que en mi opinión es punk pop art, ¡con riffs arenosos!".
Laurence Colbert (Baterista de Ride y Gaz Coombes)

Desde su regreso en (2001) grabaron los simples Nuclear Age (2003), Funeral/Cristales, Universo y Brilla (2007) para The Shifty Disco Singles Club, Oxford, Clash (2009), Virgen (2009), Surfer de Padua (2010) y  Colonias Espaciales (2013), los EPs Iguana Lovers (2005), Creí (2007), International Mistery Man (2010) e Ilusión (2013) y los LPs Esencial (2008), el cual es elegido el disco del año por el periodista especializado Alfredo Rosso, Psicoclash (2011) y Surfing Caos (2014).

"Mis Discos del año 2008: Esencial de los Iguana Lovers con su rock lleno de filigranas psicodélicas y electricidad".
Alfredo Rosso

## Miembros
- Ariel Soriano - guitarra, voz
- Iván Mirabal - guitarra
- Javier Accossatto - bajo
- Gabriel Diederle - percusión, armónica, programaciones

## Discografía

### Álbumes
- Ha Sido/Universo - Single - (1990)
- Universo - LP - (1991)
- Jungla - EP - (1992)
- Mar - EP - (1993)
- Cruxificado - EP - (1994)
- Aun existe ese caos - EP - (2000)
- Iguana Lovers - EP - (2005)
- Creí - EP - (2007)
- Esencial - LP - (2008)
- International Mistery Man - EP - (2010)
- Psicoclash - LP - (2011)
- Ilusión - EP - (2013)
- Ox4mixes - EP - (2014)
- Surfing Caos - LP - (2014)
- Asesinos Olvidados - LP - (2020)

### Compilados y Rarezas
- En vivo en La Escuelita de David Lebon (1992)
- Rock en Blanco y Negro (1993)
- Wave of Kool Things (1997)
- Into a Sea of Cure (1999)
- En vivo en Radio Nacional (2012)
- Iguana Lovers in da haus, en vivo en Psycosonic fest (2015)

### Simples
- Universo (1990)
- Ha sido (1990)
- Regreso (1990)
- Después (1990)
- Skt (1990)
- Soñar (1991)
- Hogar (1991)
- Brilla (1992)
- Mar (1993)
- Playa (1993)
- La Ventana (1994)
- Cruxificado (1994)
- Aún existe ese Caos (2000)
- Ya no quiero mas (2000)
- Nuclear Age (2003)
- Remediar Rock (2003)
- Clash (2009)
- Virgen (2009)
- Surfer de Padua (2010)
- Colonias Espaciales (2013)
- Jovenes Por Siempre (2016)
- Ya no Vengas mas (2020)